# Verwall

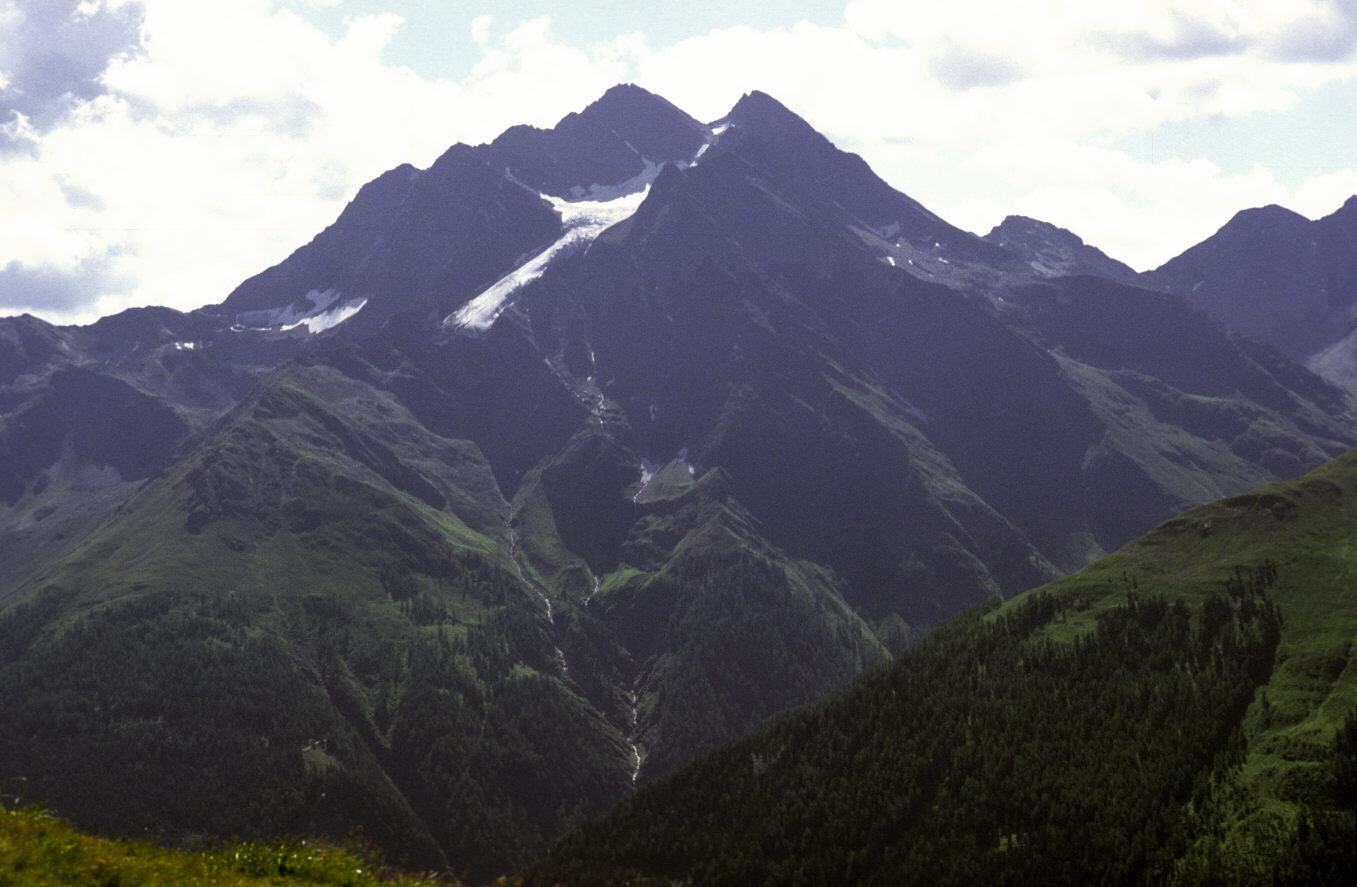
nejvyšší vrchol Hoher Riffler

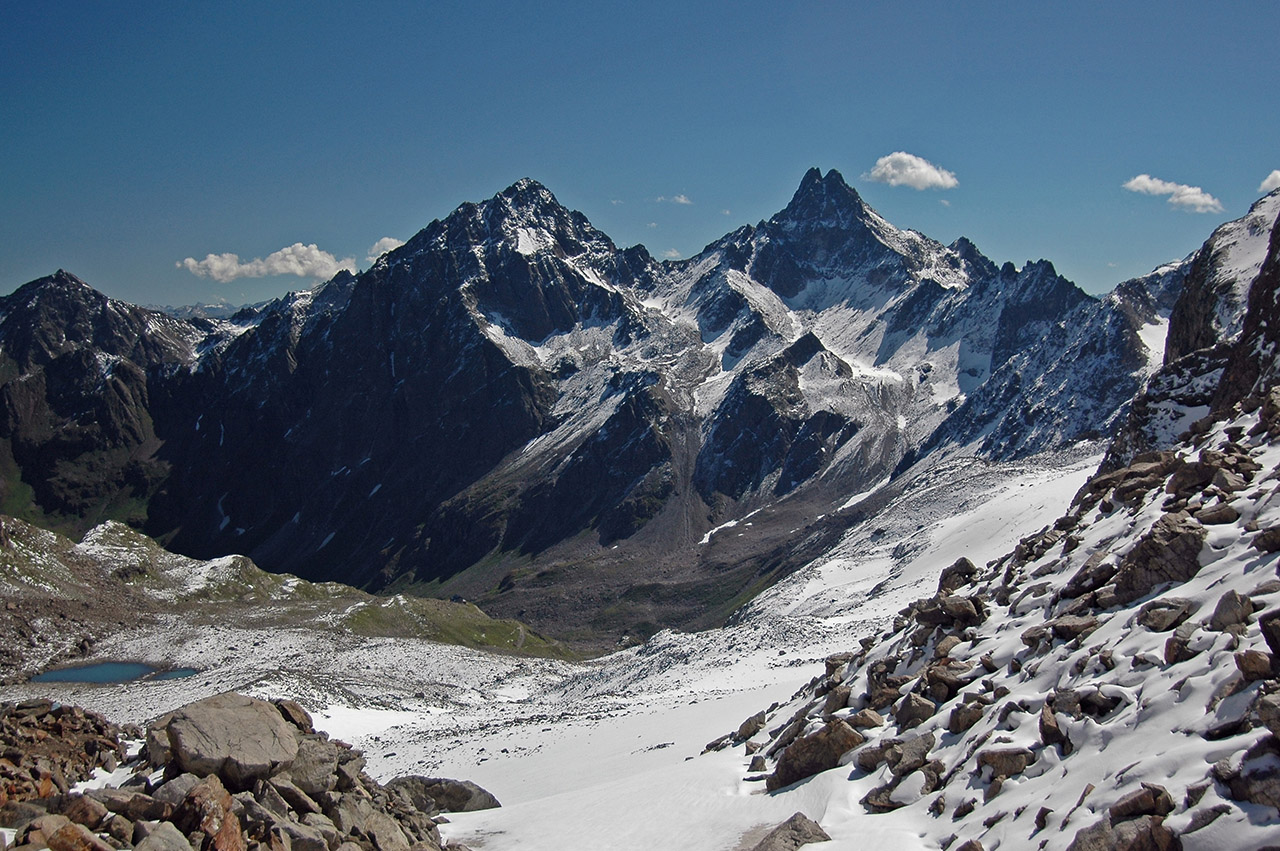
Saumspitze - 3 039m

Pohoří Verwall se nachází v rakouských spolkových zemích Tyrolsku (větší část) a Vorarlbersku. Skupina Verwall má podkovovitý tvar a od všech svých sousedních pohoří je oddělen velmi hlubokými údolími a působí tak na návštěvníka neobyčejně mocným dojmem. Svým charakterem se velmi podobá Lechtalským Alpám. Hustá síť značených cest umožňuje hvězdicové výstupy či výlety od chat, nebo přechody mezi nimi. Významným komunikačním přístupem v pohoří je vysokohorská silnice Silvretta Hochalpenstrasse. Nejvyšší vrchol pohoří je Hoher Riffler - 3 168 m.

## Poloha
Na jihu tvoří hranici údolí Montafon a Paznautal. Na severu je od sousedních skupin dělí údolí Klostertal, významným silničním sedlem Arlbergpass a dolinou Stanzer Tal. Do středu pohoří se táhne od severu turisticky významné údolí Verwall, jenž dělí pohoří na dvě poloviny. V sedle Zeinisjoch přechází do pohoří Silvretta.

## Členění
Pohoří Verwall dělí Alpská literatura na 17 skupin:
| Západní Verwall: - Itonskopfgruppe - Eisentaler Gruppe - Kaltenberggruppe - Drosberggruppe - Hochjochstock - Madererkamm - Valschavielkamm - Fluhgruppe | Východní Verwall: - Fasulkamm - Karkopfgruppe - Faselfadgruppe - Kuchenspitzgruppe - Kartellgruppe - Seßladgruppe - Welskogelgruppe - Rifflergruppe |  |

### Vrcholy
Vrcholů vyšších 3 000 metrů nalezneme v masivu 8. Celkem jich lze napočítat až 220 vrcholů. Zde jen ty nejvýznamnější z nich:
| - Hoher Riffler (3 168 m) - Kuchenspitze (3 148 m) - Küchlspitze (3 147 m) - Blankahorn (3 129 m) - Seeköpfe (3 061 m) - Patteriol (3 056 m) - Saumspitze (3 039 m) - Kleiner Riffler (3 014 m) - Fatlarspitze (2 986 m) | - Scheibler (2 978 m) - Pflunspitze (2 912 m) - Kaltenberg (2 896 m) - Rugglespitze (2 809 m) - Fädnerspitze (2 788 m) - Valschavieler Maderer (2 769 m) - Beilstein (2 749 m) - Reutlinger Turm (2 606 m) - Hochjoch (2 520 m) |  |

## Turismus

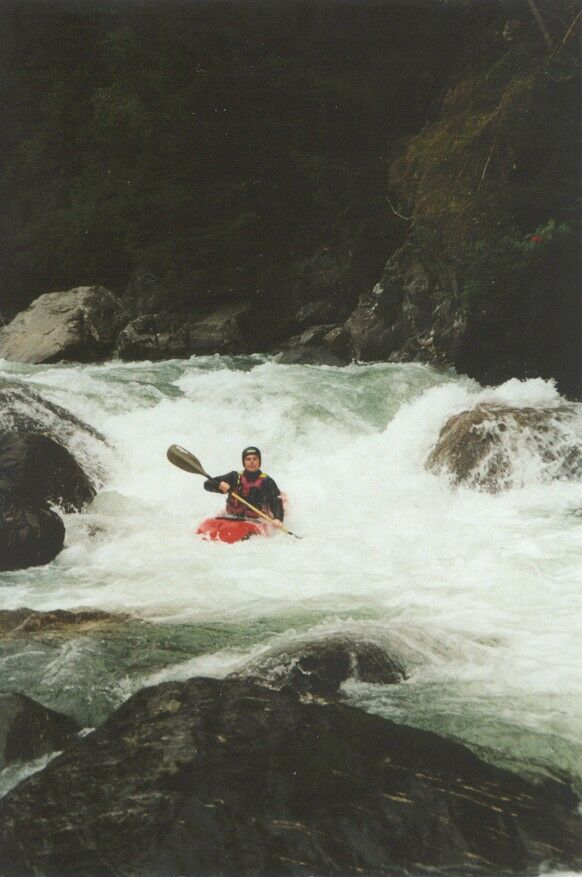
řeka Trisanna

V zimě je skupina Verwall, díky poloze v lyžařsky vyhledávanému údolí Montafon a na severu střediskem Sankt Anton am Arlberg, hodně navštěvována. V létě zde naproti tomu panuje klid, kde vysoko v horách jen stěží potkáme turisty či horolezce. V oblasti je řada chat, propojených hustou sítí kvalitně značených stezek. Řeka Trisanna je pro svou prudkost a divokost využívána pro různé vodácké aktivity jako např. rafting, kajak atd.

### Chaty
V pohoří Verwall se nalézá 10 turistických chat spravovaných horským spolkem Alpenverein (9 vlastní německá sekce DAV a jednu rakouský ÖAV). Nejvýše položenou chatou je bivak pro 4 osoby - Kieler Wetterhütte ležící ve výšce 2 809 m. Nejvýše ležící spravovanou(?) chatou je chata Darmstädter Hütte ve 2384 m. Největší chata se 140 lůžky je Heilbronner Hütte. Zajímavé je, že osm z deseti chat leží ve výšce přes 2 300 m.
- Darmstädter Hütte (2 384 m, DAV)
- Edmund-Graf-Hütte (2 375 m, ÖAV)
- Friedrichshafener Hütte (2 138 m, DAV)
- Heilbronner Hütte (2 320 m, DAV)
- Kaltenberghütte (2 089 m, DAV)
- Kieler Wetterhütte (2 809 m, bivak DAV)
- Konstanzer Hütte (1 688 m, DAV)
- Niederelbehütte (2 310 m, DAV)
- Reutlinger Hütte (2 395 m, DAV)
- Wormser Hütte (2 305 m, DAV)
- Alpengasthof Dias (1 863 m, soukromá)

## Mapy
- Kompass č.WK 41 (Silvretta-Verwallgruppe) - 1:50 000
- Freytag & Berndt č.WK 372 (Arlberggebiet, Paznaun, Verwallgruppe) - 1:50 000